# شهرستان جانسون (ایلینوی)
شهرستان جانسون، (به انگلیسی: Johnson County) شهرستانی در ایالت ایلی‌نوی ایالات متحده امریکا و بر طبق سرشماری ۲۰۱۰ این شهرستان ۱۲۵۸۲ نفر جمعیت داشته‌است. رشد جمعیت این شهرستان از ۲۰۰۰ تا ۲۰۱۰، حدود ۲٫۳ درصد بوده است

طبق سرشماری ۲۰۱۰، مساحت این شهرستان ۹۰۳٫۵ کیلومتر مربع وسعت داشته که از این مقدار ۱٫۴۲ درصد آب و ۹۸٫۵۸ درصد خشکی می‌باشد.

این شهرستان در ۱۸۱۲ از شهرستان راندولف جدا شد. این شهرستان نام خود را از ریچارد ام. جانسون، عضو کنگره از ایالت کنتاکی، گرفته‌است.

## نگارخانه

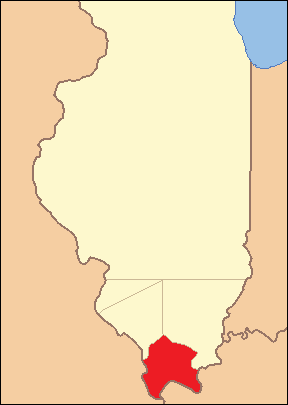
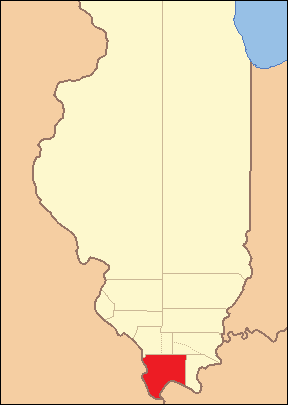
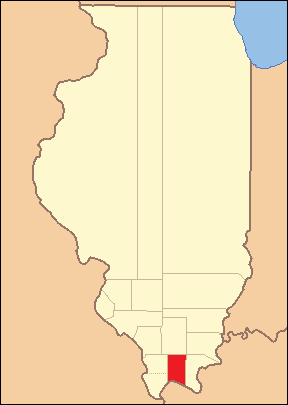
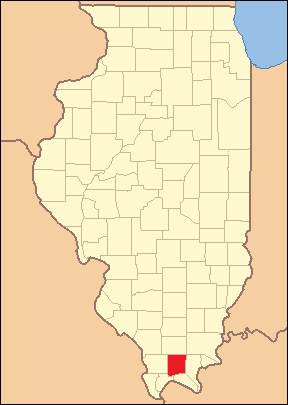

## همسایگان و راه‌ها
همسایگان این شهرستان عبارتند از:
- شمال: شهرستان ویلیامسون
- شمال‌شرق: شهرستان سالین
- شرق: شهرستان پوپ
- جنوب‌شرق: شهرستان ماساک
- جنوب‌شرق: شهرستان پولاسکی
- جنوب:
- جنوب‌غرب:
- غرب: شهرستان یونیون
- شمال‌غرب:

راه‌های اصلی این شهرستان:
1. بزرگراه میان‌ایالتی ۲۴
2. بزرگراه میان‌ایالتی ۵۷
3. بزرگراه ۴۵ ایالات متحده
4. جاده ۳۷ ایلی‌نوی
5. جاده ۱۴۶ ایلی‌نوی
6. جاده ۱۴۷ ایلی‌نوی

## شهرها
- بلوکنپ، ایلی‌نوی
- بونکمب، ایلی‌نوی
- سیپرس، ایلی‌نوی
- گرویلا، ایلی‌نوی
- نیو برانساید، ایلی‌نوی
- سیمپسون، ایلی‌نوی
- وینا، ایلی‌نوی، مرکز شهرستان